# Sinne (Crimea)
Sinne (en (ucraïnès): Сінне, en rus: Сенное) és un poble de la República Autònoma de Crimea, a Ucraïna, que el 2014 tenia 289 habitants. Pertany al districte de Bilogorsk.